# Eudistoma bulbatum
Eudistoma bulbatum är en sjöpungsart som beskrevs av Kott 1990. Eudistoma bulbatum ingår i släktet Eudistoma och familjen Polycitoridae. Inga underarter finns listade i Catalogue of Life.